# O rymotwórstwie i rymotwórcach
O rymotwórstwie i rymotwórcach – dzieło Ignacego Krasickiego przedstawiające sylwetki pisarzy polskich i zagranicznych (m.in. Osjana). Fragmenty dzieła opublikował Krasicki w wydawanym przez siebie czasopiśmie „Co tydzień” (1798-1799). Dzieło zostało wydane pośmiertnie w Warszawie w 1803 w tomie III Dzieł.